# Sangre negra
Sangre negra o Native Son es una película argentina dirigida por Pierre Chenal sobre guion de Richard Nathaniel Wright según su novela Native Son que se estrenó el 2 de marzo de 1951 y que tuvo como protagonistas a Richard Wright y Gloria Madison. Fue asistente del director el boliviano Gonzalo Sánchez de Losada, quien años después llegó a la presidencia de su país. En los Estados Unidos la película tuvo problemas con la censura que obligó a cortar unos 800 metros del celuloide -esto es unos 30 minutos- para poder estrenarla. Recién en 2020 fue exhibida por primera vez en ese país en una versión íntegra en el Lincoln Center de Nueva York y transmitida mediante formato streaming, merced a la gestión del  Edgardo Krebs, antropólogo e investigador del Smithsonian Institute en Washington D. C. Edgardo Krebs y al crítico de cine argentino Fernando Martín Peña, que además realizaron la restauración del filme.

## Producción
La novela Native Son, un alegato sobre la discriminación racial, fue un éxito editorial en los Estados Unidos hacia 1940. El 17 de marzo de 1941 se estrenó en Nueva York una adaptación teatral con la actuación de Orson Welles y en 1951 con el autor como protagonista Argentina Sono Film produce en Argentina, con algunos exteriores filmados en Chicago, la versión cinematográfica, con muy poco presupuesto. Algunos fragmentos del filme aparecieron luego en El vampiro negro la película dirigida por Román Viñoly Barreto. También hubo, en 1986 en Estados Unidos, otra versión fílmica titulada Native Son dirigida por Jerrold Freedman.

## Sinopsis
Un hombre negro, hostigado por la sociedad, mata por accidente a una mujer blanca. El protagonista Bigger Thomas es mostrado como un marginal absoluto, irredimible, producto de una historia de discriminación racial de trescientos años.

## Reparto
Colaboraron en el filme los siguientes intérpretes:
| Actor                    | Personaje             |
| ------------------------ | --------------------- |
| Richard Nathaniel Wright | Bigger Thomas         |
| Gloria Madison           | Bessie Mears          |
| Willa Pearl Curtis       | Sra. Hannah Thomas    |
| Nicholas Joy             | Henry Dalton          |
| Ruth Robert              | Helen Dalton          |
| Charles Cane             | Detective Britten     |
| George D. Green          | Panama                |
| Jean Wallace             | Mary Dalton           |
| George Rigaud            | Farley, un periodista |
| Leslie Straugh           | Buddy Thomas          |
| Lidia Alves              | Vera Thomas           |
| Charles Simmonds         | Ernie                 |
| Ned Campbell             | Buckley               |
| Don Dean                 | Max                   |
| Cecile Lezard            | Peggy, cuidadora      |
| Lewis McKenzie           | Stanley               |
| Gene Michael             | Jan Erlone            |
| George Nathanson         | Joe, un periodista    |
| Georges Roos             | Scoop                 |

## Comentarios
Manrupe y Portela opinan que el filme tiene “momentos notables de narración cinematográfica y ambientación” y la crónica de Noticias Gráficas “la atmósfera lograda …constituye sin dudas un nuevo título orgullo para la cinematografía argentina”.
Edgardo Krebs escribió que 

"La película estaba dirigida al publico norteamericano porque cuando Richard Wright escribió la novela lo hizo para pegarle un puñetazo en el plexo solar a la sociedad blanca norteamericana -dice Krebs- y hacerla consciente de lo que había provocado trescientos años de esclavitud. Lo hacía de una manera que no le diera la salida emocional a las hijas de los banqueros para que se pusieran a llorar y con eso desahogarse, tener una catarsis: no hay catarsis, no hay nada que alivie la conciencia, es todo un golpe, es un boxeador que desde el primer round te empieza a pegar en las costillas, el hígado y que en el último round pega más que en el primero...Thomas es un joven enojado, iletrado, incapaz de pensar con claridad y de meditar sobre las consecuencias de sus acciones. Esa disrupción con la tradición de la figura del Tío Tom como el negro bueno o las miradas paternalistas sobre los negros en general y el señalamiento de la sociedad racista como portadora de la culpable de los males que ella misma condenaba...había sido la intención literaria del autor, que había decidido trasladar su novela al cine y además protagonizarla interpretando a Bigger Thomas."

Diego Rojas opinó que:

"se construyeron con maestría los barrios del bajo fondo de Chicago, a tal punto que luego algunos especialistas norteamericanos dirían que las escenas filmadas en la ciudad estadounidense eran lo mejor del film, cuando en realidad las locaciones se encontraban en la zona norte bonaerense"

## Premio
La Academia de Artes y Ciencias Cinematográficas de la Argentina le otorgó por este filme a Gori Muñoz el premio Cóndor Académico a la mejor escenografía de 1951 y galardonó a Antonio Merayo como el mejor director de fotografía.